# Tràmit electrònic
Un tràmit electrònic és l'acció que es realitza mitjançant l'ús de les tecnologies de la informació i la comunicació (TIC), tant per part de l'usuari o la usuària en qualitat de persona física o jurídica en relació amb el seu expedient administratiu sense presència física, com per part de l'empleat/ada públic/a en relació amb les accions internes dins l'organització necessàries per donar resposta a un expedient administratiu.